# Svéd női jégkorong-válogatott
A svéd női jégkorong-válogatott Svédország nemzeti csapata, amelyet a Svéd Jégkorongszövetség irányít. A válogatott a világbajnokságon kétszer volt bronzérmes, az olimpián egyszer ezüstérmes és egyszer bronzérmes volt.

## Eredmények

### Világbajnokság
- 1990 – 4. hely
- 1992 – 4. hely
- 1994 – 5. hely
- 1997 – 5. hely
- 1999 – 4. hely
- 2000 – 4. hely
- 2001 – 7. hely
- 2004 – 4. hely
- 2005 –  Bronz
- 2007 –  Bronz
- 2008 – 5. hely
- 2009 – 4. hely
- 2011 – 5. hely
- 2012 – 5. hely
- 2013 – 7. hely
- 2015 – 5. hely
- 2016 – 5. hely
- 2017 – 6. hely
- 2019 – 9. hely kiesett
- 2020 – elmaradt
- 2021 – elmaradt
- 2022 – 7. hely
- 2023 – 6. hely

### Európa-bajnokság
- 1989 –  Ezüst
- 1991 –  Ezüst
- 1993 –  Ezüst
- 1995 –  Ezüst
- 1996 –  Arany

### Olimpiai játékok
- 1998 – 5. hely
- 2002 –  Bronz
- 2006 –  Ezüst
- 2010 – 4. hely
- 2014 – 4. hely
- 2018 – 7. hely
- 2022 – 8. hely